# Jacob Rothschild
Pour les autres membres de la famille, voir Famille Rothschild.
Nathaniel Charles Jacob Rothschild, 4e baron Rothschild, né le 29 avril 1936 dans le Berkshire (Royaume-Uni) et mort le 26 février 2024 à Londres, est un banquier d'affaires et homme politique britannique. Il est également président d'honneur de l'Institute for Jewish Policy Research (en).

## Biographie
Né en 1936, il est le fils aîné de Victor Rothschild, et le demi-frère de l'historienne de l'économie Emma Rothschild.
Jacob Rothschild passe les années de guerre de son enfance à Tring avant d'aller étudier à Eton et à Oxford. Il se lie d'amitié avec Hugh Trevor-Roper et Isaiah Berlin. Durant sa scolarité, il déclare être peu concerné par l'antisémitisme tout en étant conscient de porter un nom juif célèbre.
En 1961, il épouse Serena Mary Dunn, petite-fille du financier canadien James Dunn et ont quatre enfants : Hannah (1962), Beth (1964), Emily (1967) et Nathaniel (1971).

### Carrière

#### Banque
Jacob Rothschild commence sa carrière en 1963 au sein de la banque familiale, NM Rothschild & Sons. Puis, il cofonde le J. Rothschild Assurance Group, devenu l’institution londonienne St James's Place.
Au décès de son père en 1990, Jacob Rothschild devient le 4e baron Rothschild. À cette date, il devient également Lord temporal, c'est-à-dire qu'il siège à la Chambre des lords jusqu'en 1999.

#### Culture
Parallèlement à ses engagements bancaires, Jacob Rothschild est un fervent défenseur des arts et de la culture. Dès son plus jeune âge, il s'intéresse à l'art initié par sa grand-mère Mary Hutchinson, une écrivaine issue de la famille Strachey, qui lui offre un tableau du peintre français Simon Bussy. Fasciné par toutes les formes d’art, il collectionne tout au long de sa vie des œuvres d'artistes contemporains (Alberto Giacometti), d'artistes classiques (Giovanni Paolo Panini) et participe à la restauration de monuments et manoirs architecturaux.
En 1980, Isaiah Berlin incite Jacob Rothschild à participer à la National Gallery. Plus tard, il devient président de la National Lottery Heritage Fund de 1985 à 1991 qui vise à subventionner des projets culturels. La Loterie a connu un énorme succès. « Pendant que j'étais là-bas, nous avons donné plus d'un milliard de livres au patrimoine britannique », a déclaré Rothschild

#### Mécénat
De 1989 à 2018, Jacob Rothschild est président de Yad Hanadiv (en), une fondation sioniste qui vise à soutenir financièrement des projets dans de nombreux domaines (culture, environnement, l'excellence académique à travers le prix Rothschild en sciences...) dont la supervision de l'achèvement du bâtiment de la Cour suprême (Knesset) initié par James Armand de Rothschild et la Bibliothèque nationale d'Israël,,. Lors de la cérémonie d'inauguration des travaux en 2016, Lord Rothschild souligne la relation de longue date de sa famille avec la bibliothèque et déclare « Pendant 2 000 ans, nos précieux livres étaient dispersés, sans centre de gravité géographique. Aujourd'hui, ces volumes ainsi que car ceux qui restent à écrire, ainsi qu’un large éventail d’autres documents collectés, doivent avoir un foyer permanent et là où il devrait être – au cœur de Jérusalem… La Bibliothèque n’aura la responsabilité de rien de moins que de préserver et d’éclairer le histoire de la civilisation juive ». Il contribue à élargir le travail de Yad Hanadiv pour se concentrer sur l'éducation, l'environnement et la création d'opportunités égales pour les citoyens arabes d'Israël.

### Mort
Jacob Rothschild meurt le 26 février 2024 à l'âge de 87 ans,.
A l'annonce de sa mort, Isaac Herzog, président de l'État d'Israël, lui rend hommage dans un message sur X en déclarant : « La contribution de Lord Rothschild à la Grande-Bretagne, à Israël et au monde a été d’une grande importance et d’une grande influence. Malgré la grande tristesse qui accompagne la séparation, surtout en ces jours difficiles, sa générosité et sa sagesse resteront dans les mémoires avec amour et reconnaissance ».

## Distinctions
En 1997, le baron Rothschild est nommé chevalier grand-croix de l’ordre de l’Empire britannique.
En 2002, la reine Elizabeth II lui décerne l’ordre du Mérite, réservé uniquement à 24 membres permanents.

## Filmographie
- 2000 : Panorama
- 2009 : The Jazz Baroness
- 2011 : The Aristocrats
- 2013 : Bought with love : The Secret History of British Art Collections
- 2019 : World's Most Secret Homes
- 2022 : The Big Reset
- 2023 : Les Vénus Enchaînées[11]